# Meng'er Zhang
Meng'er Zhang (en chino mandarín, 张梦儿) (Nankín, Jiangsu, 22 de abril de 1987) es una actriz de cine y teatro china, conocida por su debut cinematográfico en la película Shang-Chi y la leyenda de los Diez Anillos (2021) cómo  Xu Xialing.

## Biografía
Zhang nació en China dentro de una familia de artistas, su padre es escenógrafo y su madre es actriz de teatro. Con el paso de los años se dio cuenta de que la actuación era su vocación y, a pesar del miedo de sus padres por su decisión, finalmente la apoyaron en su carrera cómo actriz. Inició en el mundo del teatro y posteriormente saltó a Hollywood con su rol de Xialing en Shang-Chi y la leyenda de los Diez Anillos. Durante el proceso de caracterización del personaje, aprendió artes marciales mixtas, taichí y tiro con arco. En 2009 se graduó de la Universidad de Nankín y posteriormente asistió a la East 15 Acting School en Essex y el Instituto Ruso de Arte Teatral en Moscú.

## Vida personal
Conoció a su esposo, Yung Lee durante las grabaciones de la película Shang-Chi, el cual trabajaba cómo parte de la producción en el área de diseño de escenas de acción.

## Filmografía
Cine
| Año  | Título                                     | Personaje  |
| ---- | ------------------------------------------ | ---------- |
| 2021 | Shang-Chi y la leyenda de los Diez Anillos | Xu Xialing |

Televisión
| Año  | Título      | Personaje        | Notas                        |
| ---- | ----------- | ---------------- | ---------------------------- |
| 2023 | The Witcher | Milva            | Temporada 3; Recurrente      |
| 2024 | What If...? | Xu Xialing (voz) | Episodio: "What If... 1872?" |